# Live 2003 (Coldplay)
Live 2003 è il primo album dal vivo del gruppo musicale britannico Coldplay, pubblicato l'11 novembre 2003 dalla Parlophone.

## Descrizione
Le riprese sono state effettuate il 21 e 22 luglio 2003 al Hordern Pavilion di Sydney. Il disco include brani tratti dai precedenti album Parachutes e A Rush of Blood to the Head, oltre all'aggiunta di altri più vecchi (come See You Soon o One I Love) e all'inedita Moses.
Il DVD ricevette una nomination come "Best Music Video: Long Form" ai Grammy Awards 2004.
Nel documentario presente nel DVD è possibile vedere il gruppo eseguire la prima versione di Trouble durante un soundcheck.

## Tracce

### DVD
1. Politik
2. God Put a Smile upon Your Face
3. A Rush of Blood to the Head
4. Daylight
5. Trouble
6. One I Love
7. Don't Panic
8. Shiver
9. See You Soon
10. Everything's Not Lost
11. Moses
12. Yellow
13. The Scientist
14. Clocks
15. In My Place
16. Amsterdam
17. Life Is for Living

Extra
1. Tour Diary Documentary – 40:00

### CD
1. Politik – 6:36
2. God Put a Smile upon Your Face – 4:57
3. A Rush of Blood to the Head – 6:51
4. One I Love – 5:08
5. See You Soon – 3:29
6. Shiver – 5:26
7. Everything's Not Lost – 8:48
8. Moses – 5:29
9. Yellow – 5:37
10. Clocks – 5:32
11. In My Place – 4:13
12. Amsterdam – 5:22

## Formazione
Gruppo
- Chris Martin – voce, pianoforte, chitarra acustica
- Jonny Buckland – chitarra elettrica, armonica a bocca, cori
- Guy Berryman – basso, sintetizzatore, armonica, cori
- Will Champion – batteria, percussioni, pianoforte, cori

Altri musicisti
- Matt McGinn – chitarra aggiuntiva in Yellow e in The Scientist